# Ernst Lindemann
Otto Ernst Lindemann (Altenkirchen, 28 de março de 1894 – Oceano Atlântico, 27 de maio de 1941) foi um militar alemão e o único oficial comandante do navio de guerra Bismarck durante seu serviço de oito meses na Segunda Guerra Mundial.
Lindemann entrou na Kaiserliche Marine em 1913 e, após treinamento básico, serviu a bordo de vários navios durante a Primeira Guerra Mundial como oficial do telégrafo sem fio. A bordo do SMS Bayern, ele participou em 1917 da Operação Albion. Depois da guerra, Lindemann serviu em vários cargos burocráticos e de treinamento de artilharia. Um ano depois do início da Segunda Guerra Mundial, lhe foi entregue o comando do navio de guerra Bismarck, na época o maior navio de guerra do mundo e o grande orgulho da Kriegsmarine.
Em maio de 1941, Lindemann comandou o Bismarck durante a Operação Rheinübung. O Bismarck e o cruzador pesado Prinz Eugen – ambos comandados pelo Almirante Günther Lütjens – partiram de sua base na Polônia para atacar navios mercantes britânicos no Atlântico Norte. O primeiro grande confronto foi a Batalha do Estreito da Dinamarca, que terminou com o naufrágio do HMS Hood. Menos de uma semana depois, em 27 de maio, Lindemann e a maior parte da tripulação foram mortos durante a última batalha do Bismarck.
Recebeu postumamente a Cruz de Cavaleiro da Cruz de Ferro, uma honra que reconhecia extrema bravura no campo de batalha ou incrível liderança militar. A medalha foi entregue à sua viúva, Hildegard Burchard, em 6 de janeiro de 1942.

## Infância e adolescência
Otto Ernst Lindemann nasceu no dia 28 de março de 1894 em Altenkirchen, Renânia-Palatinado, Império Alemão. Ele foi o primeiro filho de Georg Heinrich Ernst Lindemann e Maria Lindemann. Georg Lindemann era um juiz probatório (Gerichtsassessor) e presidente do Preußische Central-Bodenkredit-Aktiengesellschaft, o banco de crédito prussiano. Lindemann foi batizado na Igreja Evangélica em 24 de abril de 1984. A família mudou-se para o bairro Charlottenburg de Berlim em 1895, vivendo no número 6 da Rua Carmer. Seus irmãos, Kurt e Hans-Wolfgang, nasceram em 1896 e 1900, respectivamente. Eles mudaram-se novamente em 1903 para uma casa própria no bairro de Dahlem, perto da floresta de Grunewald.
Em 1910, quando tinha dezesseis anos, seu tio Friedrich Tiesmeyer estava no comando do cruzador rápido SMS Mainz da Marinha Imperial, na época com a patente de Fregattenkapitän (Capitão de Fragata). Durante uma reunião de família em Hamelin, Lindemann conversou com seu tio e ouviu sobre suas aventuras no Extremo Oriente. Essas conversas lhe deram a ideia de perseguir uma carreira na marinha. Lindemann se formou em 1912 do Gymnasien-Bismarck (ensino médio) em Berlim-Wilmersdorf com uma boa média geral. Nos seis meses seguintes, ele estudou na Royal Polytechnic, em Richmond, Grande Londres, Inglaterra.

## Carreira

### Kaiserliche Marine
Em 26 de março de 1913, Lindemann viajou com seus pais até Flensburg para exames médicos na Academia Naval de Mürwik. A confortável situação econômica de seus pais fez dele um candidato adequado para a Kaiserliche Marine, já que os custos de uma educação naval em 1909 estavam entre oitocentos e mil marcos por ano durante oito anos. Por comparação, um metalúrgico ganhava 1 366,00 marcos anualmente e um professor 3 294,00 marcos. Apenas 5% da população alemã da época ganhava mais que três mil marcos por ano. Porém, o médico o certificou como apto apenas para deveres limitados, já que uma pneumonia durante sua infância havia lhe deixado inapto para servir em u-boots. Após um segundo exame, Lindemann foi aceito em condicional, e se tornou um de 290 jovens da "Tripulação de 1913". Ele foi oficialmente alistado na Kaiserliche Marine como Seekadett (Guarda-Marinha) em 1 de abril de 1913.

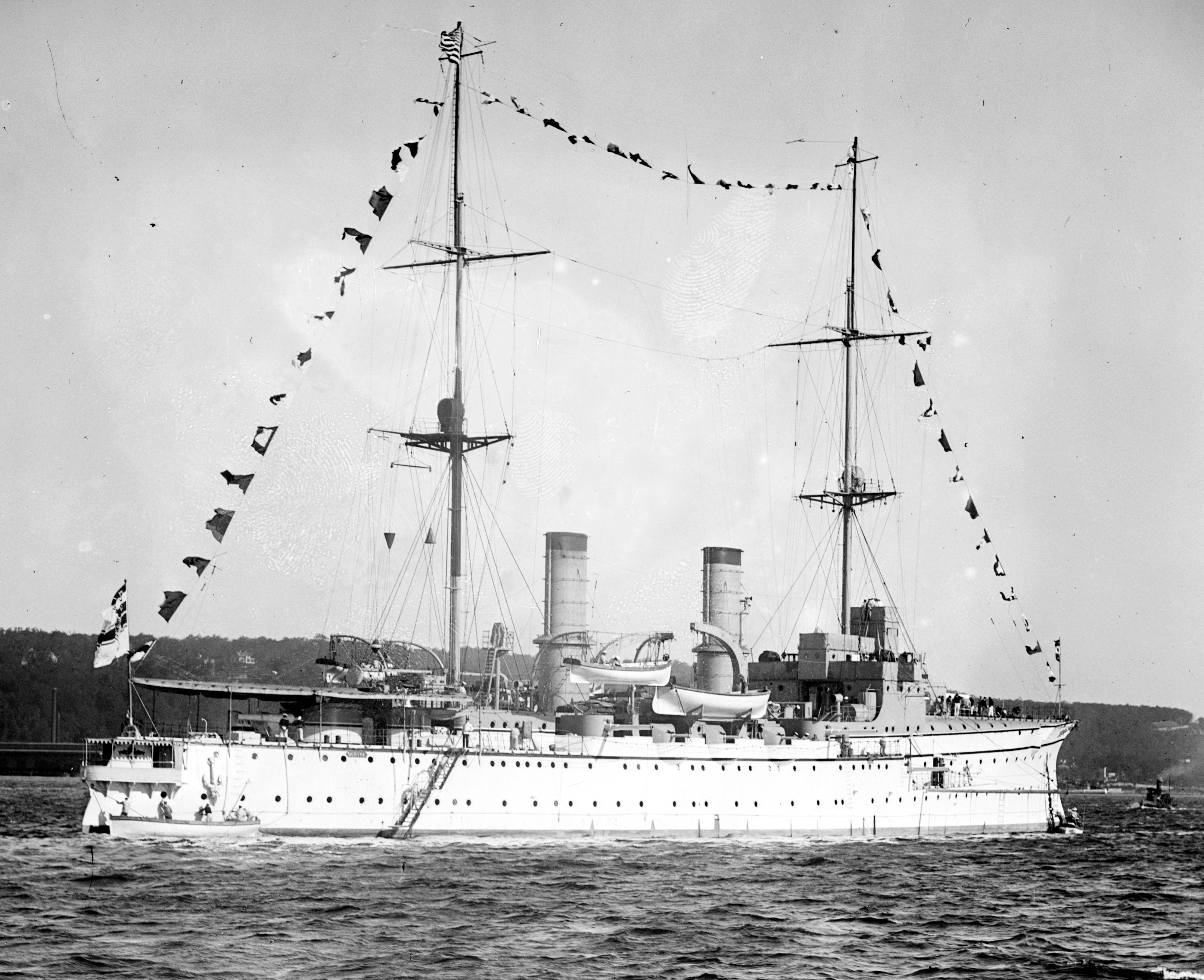
O SMS Hertha.

No início de maio de 1913, os cadetes da Tripulação de 1913 foram enviados para os navios-escola SMS Hansa, SMS Hertha, SMS Victoria Louise e SMS Vineta. Lindemann foi designado para o Hertha junto com 71 camaradas. Na época, o Hertha estava sob o comando do Capitão Heinrich Rohardt, um amigo de seu tio Friedrich. Ao embarcarem no dia 9 de maio, eles foram divididos em equipes de aproximadamente dezoito homens cada. O Hertha deixou Mürwik e ficou em Kiel até o final do mês. Em 29 de maio de 1913, o navio foi para Świnoujście, permanecendo na cidade até 15 de junho. A parada seguinte, via Sassnitz e Visby, foi Estocolmo, Suécia, chegando no dia 24 de junho. A embarcação permaneceu em Estocolmo até 1 de julho antes de partirem para Bergen, Noruega. Após alguns dias, a viagem continuou até Fiorde Lönne. Lá, Lindemann conheceu seu comandante supremo, o Kaiser Guilherme II, pela primeira vez. O Hertha então voltou para a Alemanha, chegando em Wilhelmshaven no dia 8 de agosto.
Uma semana depois, o Hertha começou uma viagem de treinamento de sete meses (15 de agosto de 1913 – 12 de março de 1914). A viagem levou Lindemann a lugares como Dartmouth na Inglaterra, Vilagarcía de Arousa na Espanha, a Ilha do Faial nos Açores e Halifax no Canadá. A viagem de volta passou por Veracruz no México, Havana em Cuba, Porto Príncipe no Haiti, Kingston na Jamaica, Port of Spain em Trinidad e Tobago e nas Canárias até finalmente chegar na Alemanha em março de 1914, primeiramente parando em Brunsbüttel e depois Kiel. Lindemann foi promovido a Fähnrich zur See (Alferes) em 3 de abril de 1914.

### Primeira Guerra Mundial
Com o Império Alemão declarando guerra em agosto de 1914, todas as atividades de treinamento na academia naval foram encerradas e o exame normal obrigatório para se tornar oficial foi ignorado. Toda a Tripulação de 1913 foi designada para várias unidades na Kaiserliche Marine. Lindemann foi designado para o SMS Lothringen, um navio de guerra que pertencia ao 2º Esquadrão de Batalha da Frota de Alto-Mar sob o comando do Vizeadmiral (Vice-Almirante) Reinhard Scheer, assumindo a posição de terceiro oficial do telégrafo sem fio. O Lothringen foi encarregado de patrulhar o Mar do Norte, velejando entre Altenbruch (atualmente parte de Cuxhaven) e Brunsbüttel sem entrar em combate. Lindemann deixou o Lothringen em 1º junho de 1915 para cursar a escola de telegrafia sem fio em Mürwik. Ele completou o curso e voltou para o navio em julho de 1915, assumindo a posição de segundo oficial do telégrafo sem fio com uma promoção a Leutnant zur See (Segundo-Tenente) em 18 de setembro de 1915.

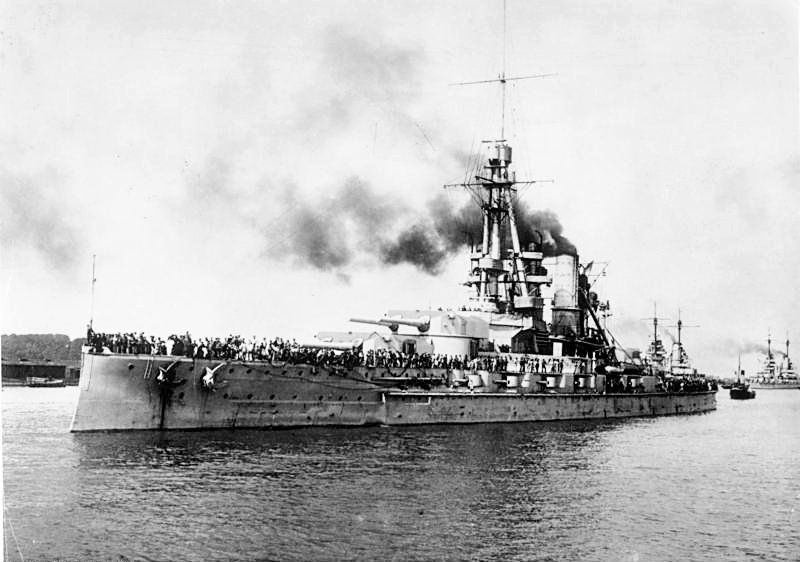
O SMS Bayern.

Em 19 de março de 1916, Lindemann foi transferido para o recém comissionado SMS Bayern sob o comando do Capitão Max Hahn, com a mesma patente de segundo oficial do telégrafo sem fio. O Bayern era o navio mais poderoso da frota com seus canhões de 38 cm. A maior parte de sua tripulação havia sido transferida do Lothringen, que continuou a servir como navio-escola. A bordo do Bayern, agora sob o comando do Capitão Rohardt, Lindemann participou da Operação Albion entre setembro e outubro de 1917. O objetivo era a invasão e ocupação das ilhas estonianas Saaremaa, Hiiumaa e Muhu, na época partes da República Russa. Às 5h07min do dia 12 de outubro de 1917, o Bayern bateu em uma mina enquanto se movia para sua posição de bombardeamento para assegurar praias de desembarque. Sete marujos morreram. Apesar do dano, o Bayern participou da bateria de defesa da costa em Cabo Toffri, ao sul de Hiiumaa. O navio foi dispensado de seus deveres às 14h00min daquele dia. Reparos preliminares foram feitos em 13 de outubro na Baía Tagga antes de voltar para Kiel no dia 1ºde novembro de 1917.
Depois do armistício de 1918, o Bayern – junto com a maior parte da frota alemã – foi internado em Scapa Flow, porto da Grande Frota britânica. O Bayern chegou em 28 de novembro de 1918 com uma tripulação mínima de 175 homens, incluindo Lindemann, que então foi mandado de volta para a Alemanha, chegando em Kiel no dia 12 de janeiro de 1919. No dia 21 de junho, o Almirante Ludwig von Reuter mandou que toda a frota fosse afundada para que ela não ficasse nas mãos dos britânicos, com o Bayern naufragando às 14h30min.

### Reichsmarine
Quando Lindemann voltou para a Alemanha, ele não sabia se conseguiria permanecer ativo no serviço. Como resultado do Tratado de Versalhes, assinado em 28 de junho de 1919, a marinha alemã foi reduzida a quinze mil homens, incluindo 1 500 oficiais, também sendo renomeada para Reichsmarine durante a República de Weimar. Como Lindemann havia ficado em quinto na Tripulação de 1913, ele tinha boas chances de permanecer. Ele serviu temporariamente na Companhia de Proteção de Dahlem, parte do Regimento de Proteção da Grande Berlim, entre junho e julho de 1919 antes de se transformar em ajudante no Departamento de Comando Naval, sob o comando de William Michaelis, entre 1 de agosto de 1919 e 30 de setembro de 1922. O departamento era diretamente subordinado ao almirantado. Na mesma época, ele manteve a posição de ajudante do Departamento da Frota. Nesse período, Lindemann foi promovido a Oberleutnant zur See (Subtenente) em 7 de janeiro de 1920.
A designação seguinte de Lindemann foi a bordo do Hannover, servindo como vigia e oficial de divisão entre 1 de agosto de 1922 e 30 de setembro de 1924. Ao mesmo tempo, participou de um curso na escola de artilharia de Kiel entre 5 de fevereiro e 3 de maio de 1924. Depois, Lindemann foi encarregado da 1.ª Companhia de Artilharia do 3.º Departamento de Defesa Costal em Kiel de 1 de agosto de 1924 a 6 de setembro de 1926. Seu oficial comandante era o Korvettenkapitän (Capitão de Corveta) Otto Schultze, um ex-comandante de u-boot durante a guerra e posterior Generaladmiral (Almirante General) da Kriegsmarine. Nessa posição, Lindemann foi promovido a Kapitänleutnant (Capitão-Tenente) em 1 de janeiro 1925.
Sua próxima designação o colocou na equipe do almirante na Estação Naval Bâltica entre 27 de setembro de 1927 e 30 de setembro de 1929, primeiro como oficial de equipe e depois como assistente do chefe da estação, que era na época o Vice-Almirante Erich Raeder. De lá, ele foi transferido para o Elsass servindo como segundo oficial da artilharia e Fähnrichsoffizier (oficial encarregado dos cadetes), responsável por treinar os cadetes a bordo, de 7 de setembro de 1929 até 25 de fevereiro de 1930. Lindemann foi então transferido para o Schleswig-Holstein, mantendo o mesmo cargo e patente.

### Kriegsmarine
Em 30 de janeiro de 1933, o Partido Nazista, sob a liderança de Adolf Hitler, chegou ao poder na Alemanha, iniciando um período de rearmamento naval. Em 1935, a Reichsmarine foi renomeada para Kriegsmarine. Entre 22 de setembro de 1931 e 22 de setembro de 1934, Lindemann foi professor na Escola de Artilharia Naval de Kiel. Ele então foi colocado no Hessen sob o comando do Capitão Hermann Boehm e serviu como primeiro oficial da artilharia de 29 de setembro de 1933 até 8 de abril de 1934. Lindeman foi promovido a Korvettenkapitän em 1º de abril de 1932. Em 9 de abril de 1934, ele foi enviado para o estaleiro Wilhelmshaven para treinos em construção naval e para se familiarizar com o cruzador pesado Admiral Scheer, comandado pelo Capitão Wilhelm Marschall.

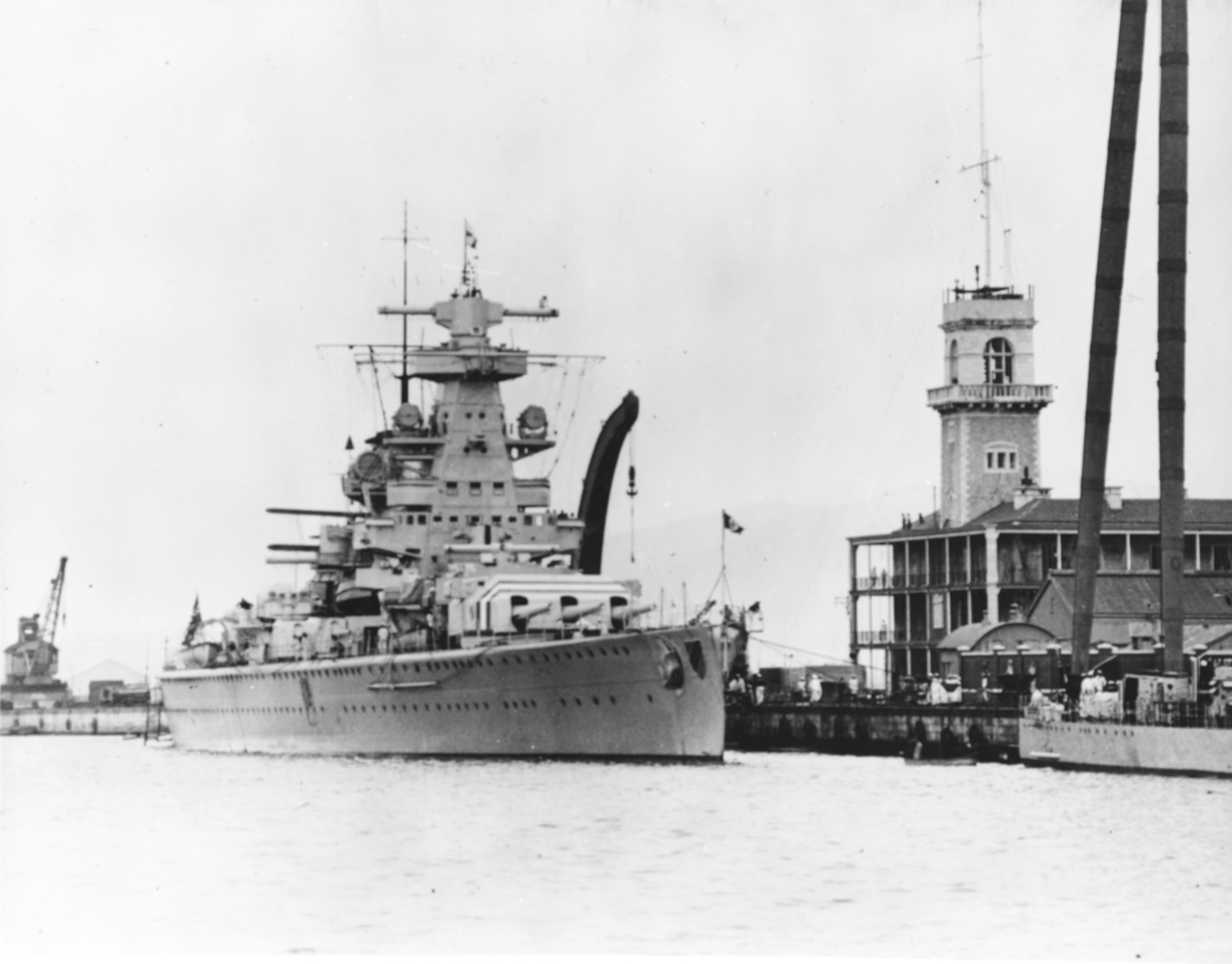
O Admiral Scheer no porto de Gibraltar durante a Guerra Civil Espanhola.

A bordo do Admiral Scheer serviu novamente como primeiro oficial da artilharia, e nesse cargo lutou na Guerra Civil Espanhola. O navio teve de se preparar para a missão em um curto espaço de tempo; a ordem veio do Almirante Rolf Carls em 23 de junho de 1936 às 13h45min. As normais 48 horas para preparar um navio foram reduzidas para doze, exigindo muito da tripulação e especialmente de Lindemann. Como primeiro oficial da artilharia, ele era responsável pelo manuseio e armazenamento de toda a munição. O Admiral Scheer e o cruzador Deutschland partiram da Alemanha no dia 24 de julho às 8h00min. As principais responsabilidades de Lindemann envolviam comandar as equipes de desembarque, agir como auxiliar diplomático e ser o intérprete do Capitão Marschall. Essas equipes eram formadas por 350 homens, que incluíam onze oficiais, quinze suboficiais e 266 marinheiros, aproximadamente um terço da tripulação. Na viagem de volta para a Alemanha, o navio parou em Gibraltar na manhã do dia 25 de agosto de 1936. Marschall, Lindemann e outros oficiais se encontraram com o governador britânico e Contra-Almirante James Somerville. Depois de voltar para a Alemanha, ele foi promovido a Fregattenkapitän em 1 de outubro de 1936.
Entre 1936 e 1938, ele foi conselheiro e posterior chefe do departamento de construção naval do Alto Comando Naval, ao mesmo tempo atuando também como consultor e chefe do Departamento de Treinamento Naval. Em 1º de abril de 1938, ele foi promovido a Kapitän zur See (Capitão de Mar e Guerra). No dia 30 de setembro de 1939, um mês após o início da Segunda Guerra Mundial, Lindemann sucedeu ao Capitão Heinrich Woldag como comandante da Escola de Artilharia Naval em Wik e Kiel. Sob seu comando existiam três departamentos de treinamento, os navios escola Bremse e Hektor, vários barcos de treinamento, transportadores de armas, embarcações auxiliares e ocasionalmente o iate de Hitler, Grille.

### Capitão doBismarck

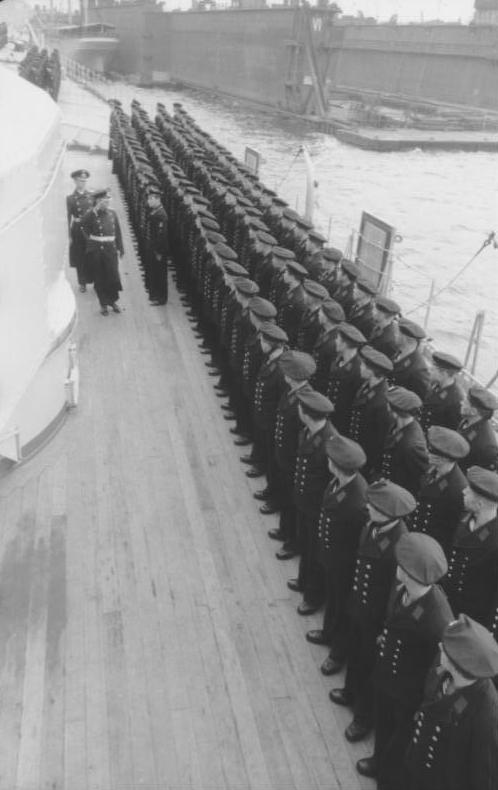
Lindemann e o Primeiro Oficial de Vigília Hans Oels inspecionam a tripulação do Bismarck, 24 de agosto de 1940.

Lindemann estava frustrado pelo fato de que, como comandante da Escola de Artilharia Naval, ele nunca entraria em contato direto com o inimigo. Quando recebeu as notícias de que seria selecionado para ser o primeiro oficial comandante do navio de guerra Bismarck, Lindemann ficou honrado pelo confiança colocada sobre ele mas duvidava que conseguiria deixar o navio pronto antes da guerra acabar. Suas dúvidas sugeriam que ele acreditava que a guerra acabaria na metade de 1940 com um resultado favorável a Alemanha. Antes de comandar o Bismarck, Lindemann nunca havia sido o oficial comandante de outra embarcação, algo raro e possivelmente único na Kriegsmarine. Mesmo assim, ele havia servido apenas em navios com canhões de pelo menos 280 mm, e era o maior especialista em artilharia da Alemanha. Em 1940, ele estava em segundo na Tripulação de 1913 e era considerado um líder excepcional.

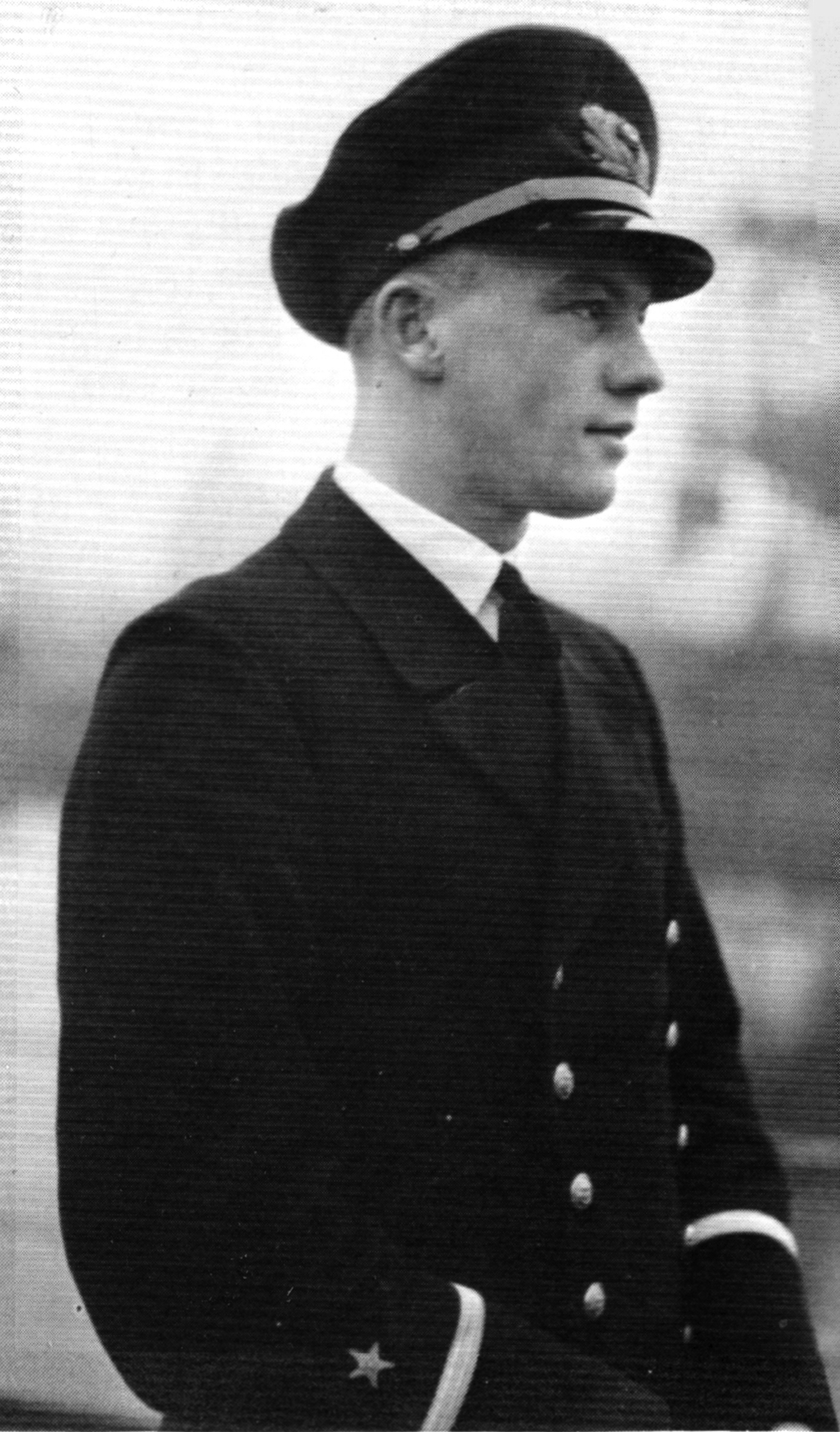
Burkard Freiherr von Müllenheim-Rechberg.

Lindemann chegou nos estaleiros da Blohm + Voss em Hamburgo no início de agosto de 1940. A quilha do Bismarck havia sido batida em 1 de julho de 1936 e o navio fora lançado em 14 de fevereiro de 1939. Burkard Freiherr von Müllenheim-Rechberg se juntou ao Bismarck como quarto oficial da artilharia em junho de 1940, e tornaria-se o oficial mais sênior a sobreviver à última batalha do navio em 27 de maio de 1941. Muito do que sabe-se sobre os últimos dias do Bismarck se devem aos seus relatos como testemunha. Lindemann fez de von Müllenheim-Rechberg seu ajudante pessoal e o instruiu a chamar o navio sempre como "ele", e não "ela"; Lindemann considerava o Bismarck poderoso demais para ser referido como uma mulher. Ele comissionou o navio em 24 de agosto de 1940. Lindemann demonstrou grande apego ao navio e era muito respeitado por sua tripulação.

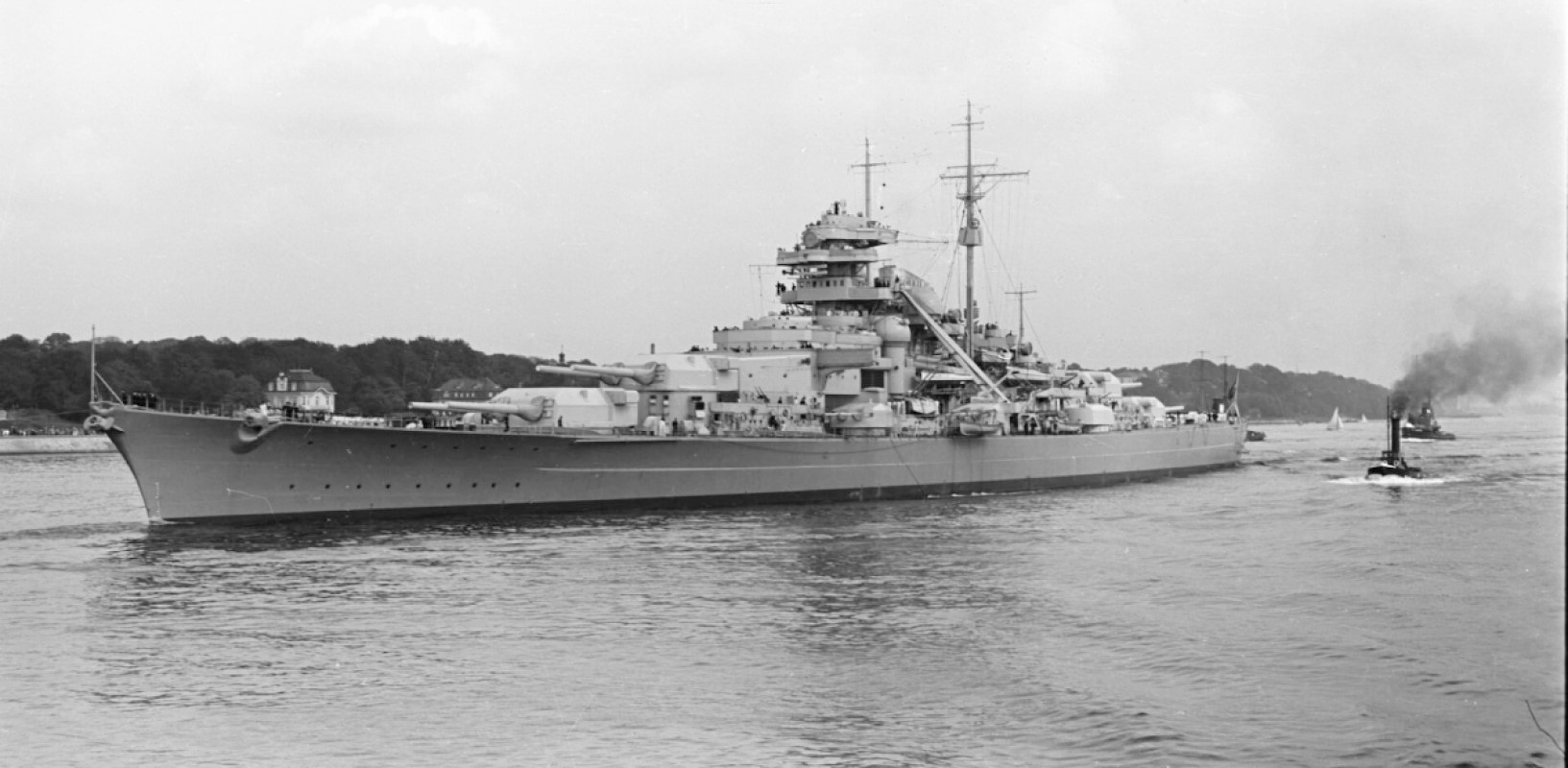
O Bismarck deixando Hamburgo pela primeira vez, 15 de setembro de 1940.

O Bismarck deixou o Fiorde de Kiel na manhã do dia 28 de setembro de 1940, indo para leste. Após uma viagem tranquila através de mares agitados, o navio chegou em Gotenhafen (atual Gdynia) no dia seguinte. Lá, o Bismarck realizou vários testes marítimos na relativa segurança da Baía de Danzig (atual Baía de Gdańsk). Em 30 de novembro de 1930, Lindemann definiu vários testes para a tripulação, que eles passaram facilmente. Durante os testes de velocidade, o Bismarck alcançou 30.8 nós (57 km/h), excedendo a velocidade projetada. Entretanto, uma fraqueza ficou aparente: sem os lemes e com apenas as hélices, o navio era quase impossível de dirigir.
Em novembro de 1940, von Müllenheim-Rechberg foi enviado para para a Escola de Artilharia Naval de Wik para completar seus cursos de treinamento em armas pesadas, o que fez com que ele deixasse de ser o ajudante pessoal de Lindemann. O novo ajudante foi o oficial de sinais Leutnant (Segundo Tenente) Wolfgang Reiner. As armas pesadas do Bismarck foram testadas pela primeira vez na segunda metade de novembro, e o navio se mostrou uma plataforma de tiro muito estável. Depois da comemoração do Natal de 1940, Lindemann e a maioria dos oficiais, suboficiais e marinheiros foram para suas casas de licença. O primeiro oficial da artilharia Capitão de Corveta Adalbert Schneider ficou no lugar de Lindemann como oficial comandante. Lindemann passou sua licença junto com sua esposa e filha, voltando em 1 de janeiro de 1941.
Em 28 de abril de 1941, o navio e a tripulação estavam prontos, e havia suprimentos a bordo para uma missão de três meses. Lindemann notificou o Alto Comando Naval, os Grupos Navais Norte e Oeste e o Comando da Frota que o Bismarck estava pronto para o serviço. O Chefe da Frota, Almirante Günther Lütjens, e sua equipe realizaram exercícios pela primeira vez a bordo do Bismarck no dia 13 de maio, testando a rede de comunicação entre o Comando da Frota e os oficiais do navio.
Hitler – acompanhado pelo Generalfeldmarschall (General Marechal de Campo) Wilhelm Keitel, por seu antigo ajudante naval Capitão de Fragata Karl-Jesco von Puttkamer, seu ajudante da Luftwaffe Oberst (Coronel) Nicolaus von Below, entre outros – visitou o Bismarck em 5 de maio de 1941. Hitler foi levado em um passeio pelo navio pelo Almirante Lütjens e inspecionou vários postos de combate. Hitler e Lütjens também se encontraram em particular para discutir os riscos da missão no Atlântico Norte. Depois da reunião, Hitler e os oficiais do Bismarck almoçaram no refeitório dos oficiais, onde Hitler falou sobre a relutância dos Estados Unidos em entrar na guerra. Lindemann discordou abertamente de Hitler, expressando sua opinião de que a entrada dos EUA não deveria ser descartada.

### Operação Rheinübung

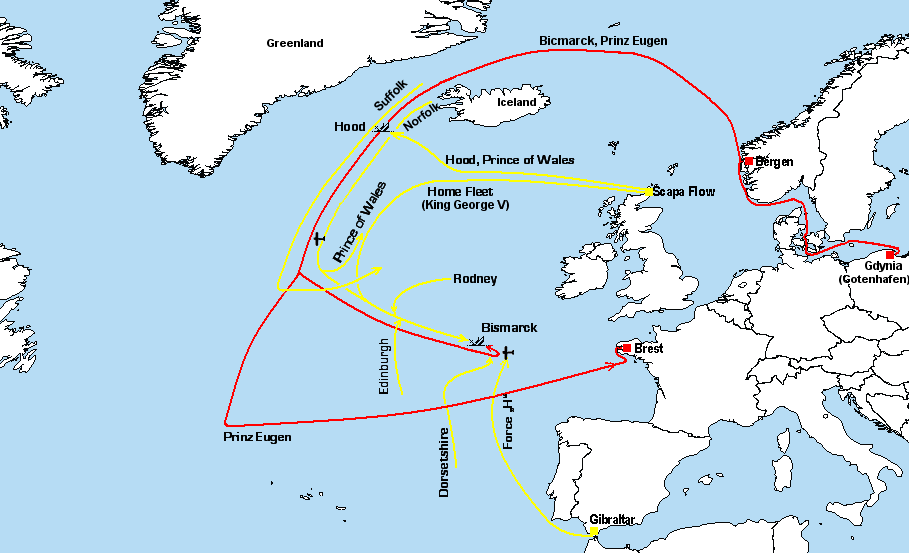
Mapa da Operação Rheinübung, mostrando as operações da Marinha Real em amarelo e as do Bismarck e Prinz Eugen em vermelho.

O objetivo da Operação Rheinübung (Exercício do Reno) para o Bismarck e o cruzador pesado Prinz Eugen – sob o comando do Capitão Helmuth Brinkmann, colega de Lindemann na Tripulação de 1913 – era ir para o Oceano Atlântico e atacar navios aliados. As ordens do Großadmiral (Grande Almirante) Raeder para o comandante da força tarefa – o Almirante Lütjens – eram que o "Bismarck não deve derrotar inimigos de força igual, mas atrasar suas ações, preservando a capacidade de combate tanto quanto possível, para assim permitir que o Prinz Eugen pegue os navios mercantes do comboio" e que "O principal objetivo desta operação são os navios mercantes do inimigo; navios de guerra inimigos serão combatidos apenas quando o objetivo faz disso necessário e que possa ser feito sem risco excessivo".
Às 2h00min do dia 19 de maio de 1941, o Bismarck e o Prinz Eugen deixaram Gotenhafen e rumaram através do Mar Báltico até o Atlântico. Sem Lütjens saber, os britânicos haviam interceptado comunicações suficientes para saber que haveria alguma operação naval alemã na área. A força tarefa alemã foi avistada pela primeira vez pelo navio sueco HSwMS Gotland em 20 de maio, logo após Gotemburgo, indo para noroeste. O Almirantado Britânico foi informado via um oficial norueguês em Estocolmo, que soube do avistamento a partir de uma fonte na inteligência militar sueca. Alertados, os britânicos pediram um reconhecimento aéreo na costa da Noruega. Um Supermarine Spitfire encontrou e fotografou os navios alemães em Fiorde Grimstad, perto de Bergen, às 13h15min do dia 21 de maio. Às 19h22min de 23 de maio, a força alemã foi detectada pelos cruzadores pesados HMS Suffolf e HMS Norfolk, que estavam patrulhando o Estreito da Dinamarca na expectativa de um ataque alemão. O alarme foi tocado e Lindemann anunciou às 20h30min pelo intercomunicador: "Feind in Sicht an Backbord, Schiff nimmt Gefecht auf" ("Inimigo avistado a bombordo. Atacar!"). O Bismarck atirou cinco vezes sem acertar seu alvo. Os navios britânicos, com poder de fogo imensamente inferior, bateram em retirada até uma distância segura e seguiram o inimigo até seus navios mais poderosos chegarem. O radar dianteiro do Bismarck havia parado de funcionar devido a vibração dos tiros dos canhões, obrigando Lütjens a ordenar que o Prinz Eugen fosse para frente do Bismarck para dar ao esquadrão cobertura dianteira de radar.
No dia seguinte, 24 de maio, ocorreu a Batalha do Estreito da Dinamarca. Os hidrofones do Prinz Eugen captaram um navio inimigo a bombordo às 5h00min. Os alemães avistaram as chaminés de dois navios às 5h45min, e Schneider inicialmente relatou que eram dois cruzadores pesados. O primeiro tiro britânico mostrou aos alemães que eram dois couraçados, porém eles apenas foram identificados quando a força tarefa britânica se virou para bombordo. O HMS Hood e o HMS Prince of Wales abriram fogo às 5h53min. O Vice-Almirante Lancelot Holland planejou atirar primeiro no Bismarck, mas como os navios alemães estavam em ordem inversa os dois navios britânicos abriram fogo contra o Prinz Eugen. O comandante do Prince of Wales, Capitão John Leach, percebeu o erro e ordenou que o fogo fosse alterado para o Bismarck. Nesse momento, a força tarefa alemã ainda estava esperando permissão para atirar, já que Lütjens não a havia dado imediatamente. Dois minutos depois, após Schneider perguntar repetidas vezes "Frage Feuererlaubnis?" ("Permissão para abrir fogo?"), Lindemann, impaciente, respondeu: "Ich lasse mir doch nicht mein Schiff unter dem Arsch wegschießen. Feuererlaubnis!" ("Não vou deixar meu navio ser atingido debaixo do meu traseiro. Abrir fogo!"). Às 6h03min, o quinto tiro do Bismarck, disparado de uma distância de 18 km, atingiu o Hood perto de seu mastro principal. É provavel que um projétil de 38 cm atingiu a embarcação entre seu mastro principal e a torre "X" atrás do mastro. Um enorme jato de fogo saiu do Hood e logo em seguida uma explosão destruiu a popa do navio. A explosão partiu o Hood em dois, afundando em três minutos.

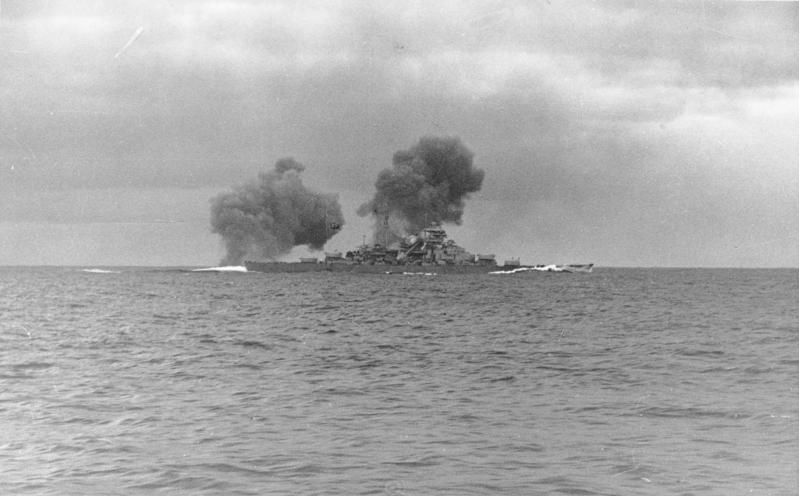
O Bismarck, visto do Prinz Eugen, disparando contra o HMS Prince of Wales.

Após a explosão, o Prince of Wales virou o alvo dos dois navios alemães. Ele bateu em retirada após sete impactos diretos, quatro pelo Bismarck e três pelo Prinz Eugen, por volta dàs 6h09min. Durante o breve confronto, o Prince of Wales também atingiu o Bismarck três vezes, primeiro destruindo o bote do comandante e a catapulta dos hidroaviões. O segundo projétil atravessou a proa. O terceiro atingiu o casco em baixo d'água, inundando uma sala de gerador e danificando a antepara da sala das caldeiras ao lado. O dano causado no Bismarck pelos dois últimos tiros permitiu que duas mil toneladas de água entrassem no navio.
Nesse momento, Lindemann e Lütjens discordaram sobre a melhor forma de prosseguir com a missão. Lindemann, como comandante de um navio de guerra e guiado pela situação tática, queria caçar o Prince of Wales (os alemães não sabiam que o navio era o Prince of Wales, porém sabiam que era um navio da classe King George V). Lütjens, aparentemente pensando na frota e querendo evitar contatos desnecessários com unidades inimigas, rejeitou a vontade de Lindemann sem discussão. Os dois homens também discordaram sobre onde consertar o navio: Lindemann queria voltar para Bergen seguindo a mesma rota pelo Estreito da Dinamarca. Lütjens, entretanto, ordenou que o navio partisse para Saint-Nazaire, França. Durante a tarde, Lütjens ordenou que o Prinz Eugen se separasse do Bismarck e operasse independentemente contra navios mercantes inimigos. Os dois navios separaram-se às 18h14min. O Prinz Eugen chegou em Brest, França, no dia 1 de julho de 1941. Nenhuma testemunha direta dessas diferenças de opinião sobreviveu ao naufrágio, porém o Matrosengefreiter (Marinheiro Chefe) Heinz Staat, o timoneiro na ponte, lembra-se de um telefonema entre o Primeiro Oficial de Vigília, Capitão de Fragata Hans Oels, e um oficial da equipe da frota que sugeria que Lindemann estava tentando persuadir Lütjens a ir atrás o inimigo. Também, um mensageiro comentou com seus companheiros sobre a "dicke luft" ("atmosfera ruim") que existia na ponte.
Às 23h30min (19h30min na hora local) do dia 24 de maio, ocorreu um ataque realizado por nove torpedeiros Fairey Swordfish liderados por Eugene Esmonde do Esquadrão Aéreo Naval 825. Um dos torpedos atingiu seu alvo, matando o Suboficial Kurt Kirchberg, porém causando apenas danos superficiais a blindagem do Bismarck. Às 10h30min de 26 de maio, um Consolidated PBY Catalina do Esquadrão 209 do Comando Costal da Força Aérea Real avistou o Bismarck à aproximadamente setecentas milhas náuticas (1 300 km) de Saint-Nazaire. O grupo de batalha britânico Força H, sob o comando do Almirante James Somerville, cujas principais unidades eram o porta aviões HMS Ark Royal, o cruzador de batalha da Primeira Guerra Mundial HMS Renown e o cruzador HMS Sheffield, foi enviado para parar o Bismarck. Às 19h15 do mesmo dia, quinze Swordfish do Ark Royal partiram para um ataque. O alarme de ataque aéreo do Bismarck soou às 20h30min. Aproximadamente quinze minutos após o início do ataque, o Bismarck foi atingido por um torpedo, e às 21h00min houve outro impacto travando o leme do navio em 12°. Grupos de conserto trabalharam para recuperar o controle do leme central e de estibordo, porém não conseguiram consertar o de bombordo. Com a potência assimétrica ligada, e velocidade reduzida para 8 nós (15 km/h), o navio seguiu em direção a unidades da Marinha Real. O alarme soou novamente às 23h00min quando contratorpedeiros da 4ª Flotilha, sob o comando do Capitão Philip Vian, atacaram o Bismarck. Durante toda a noite o navio foi alvo de incessantes ataques de torpedos vindos do HMS Cossack, HMS Sikh, HMS Maori, HMS Zulu e ORP Piorun, impedindo que Lindemann e a tripulação descansassem.

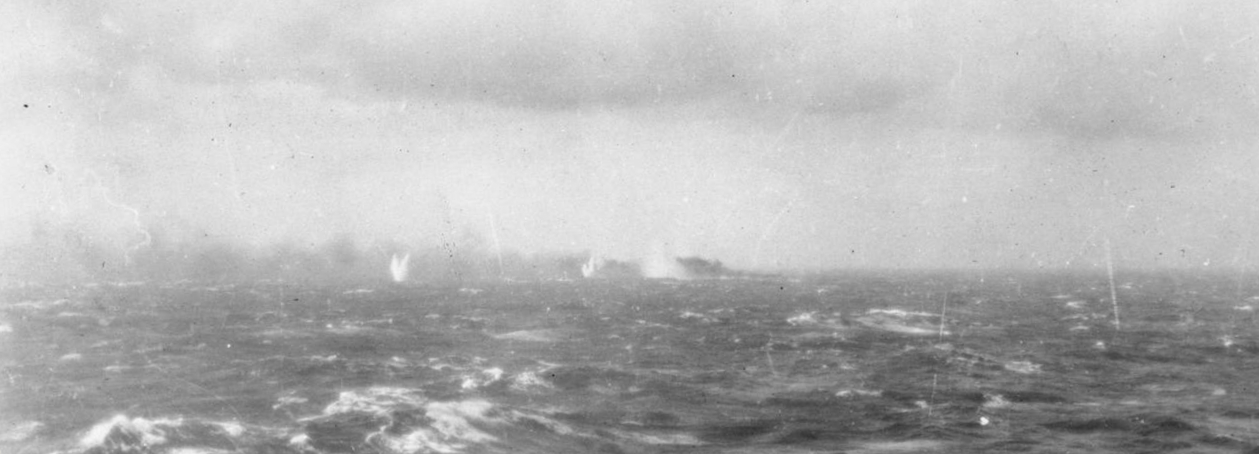
O Bismarck, visto de um dos navios da Marinha Real, queima no horizonte.

O alarme do Bismarck soou pela última vez às 8h00min do dia 27 de maio de 1941. O Norfolk avistou o Bismarck às 8h15min, e o HMS Rodney abriu fogo às 8h48min. Também envolvidos na batalha final estavam o couraçado HMS King George V e o cruzador HMS Dorsetshire. A ponte de batalha dianteira do Bismarck foi atingida às 8h53min, e as duas torres dianteiras ficaram inoperantes às 9h02min, matando Schneider. A ponte de batalha traseira foi destruída às 9h18min e a torre Dora foi desabilitada às 9h24min. O Bismarck foi atingido fortemente às 9h40min, criando vários incêndios no casco, e a torre Caesar ficou inoperante às 9h50min após outro impacto. Às 10h00min todas as armas do Bismarck pararam de atirar. Com pouco combustível, o Rodney e o King George V tiveram de sair da batalha antes do Bismarck afundar. Os alemães estavam se preparando para afundar o próprio navio quando três torpedos do Dorsetshire atingiram sua blindagem lateral. O Bismarck afundou às 10h36min na posição 48° 10' N 16° 12' O, aproximadamente trezentas milhas náuticas (560 km) à oeste de Ouessant. O Dorsetshire salvou 85 homens e o Maori 25. Outros cinco marinheiros foram resgatados pelo submarino alemão U-74, comandado pelo Capitão de Corveta Eitel-Friedrich Kentrat, e o navio de observação Sachsenwald. O Befehlshaber der U-Boote (Comandante Chefe de U-boots) Karl Dönitz ordenou que o U-556, comandado pelo Capitão de Corveta Herbert Wohlfarth, recuperasse o diário de guerra do Bismarck. Sem torpedos e com pouco combustível, Wohlfarth pediu que a ordem fosse transferida para o U-74. O submarino não conseguiu chegar ao Bismarck a tempo e o diário nunca foi recuperado.

### Morte
Burkard von Müllenheim-Rechberg viu Lindemann pela última vez às 8h00min na ponte de comando, pouco antes da batalha final. Lindemann, normalmente inteligente, bem humorado e otimista, foi descrito por von Müllenheim-Rechberg como pessimista e distante. von Müllenheim-Rechberg tentou falar com ele, mas foi ignorado, e mais tarde se perguntou se isso era por causa do cansaço da batalha ou pelas divergências com Lütjens.

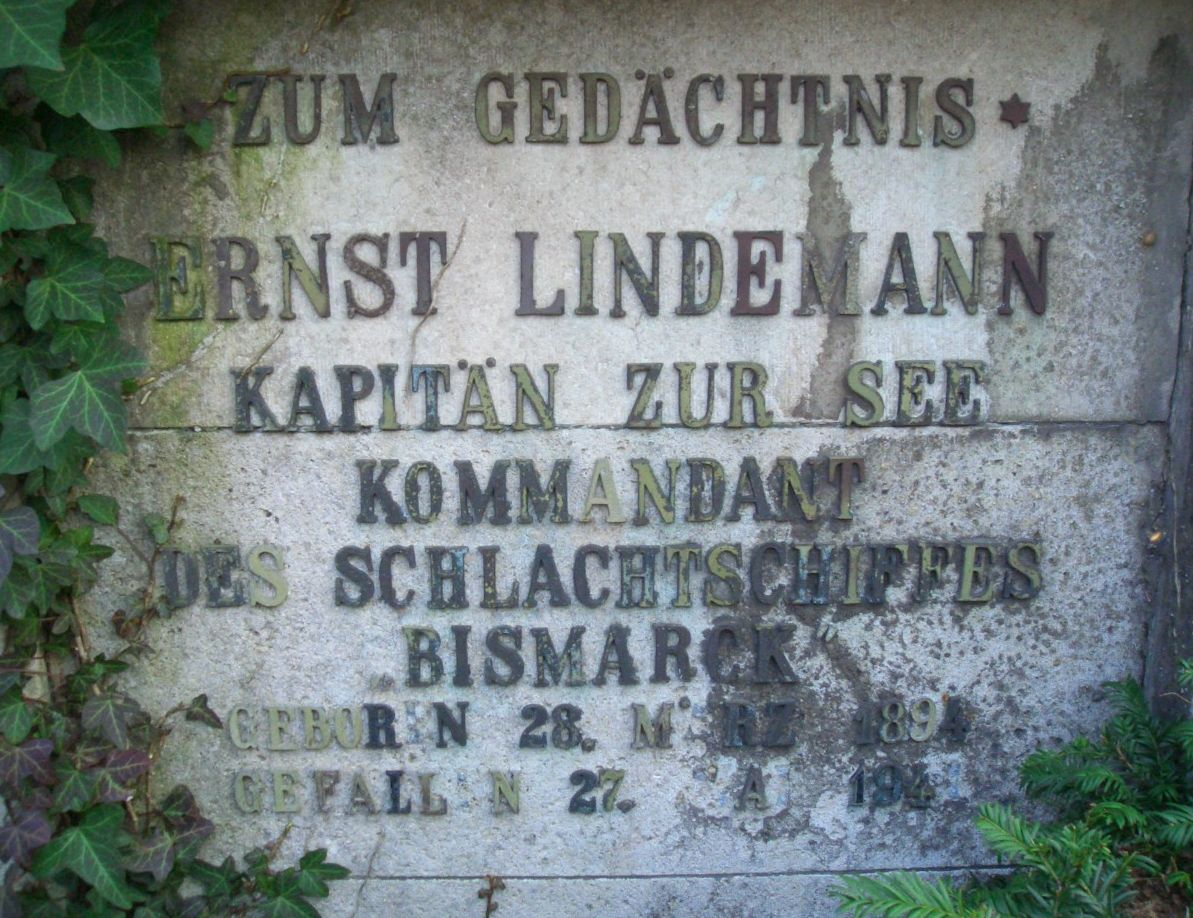
O memorial de Lindemann no Cemitério de Dahlem, Berlim.

O corpo de Lindemann nunca foi recuperado, e acredita-se que ele, Lütjens e os outros oficiais provavelmente morreram quando os disparos britânicos atingiram a ponte do Bismarck às 9h02min. Quando Robert Ballard encontrou os destroços do navio em 1989, ele descobriu que a maior parte da superestrutura dianteira foi arrancada e que havia mais de cinquenta buracos de tiro perto da área da torre de comando. Isso pode apoiar a teoria.
Como alternativa, Lindemann talvez tenha deixado seu posto de combate quando os controles do navio ficaram inoperantes, e antes do disparo letal contra a ponte, para poder dar a ordem de abandonar o navio. O sobrevivente Paul Hillen – que conseguiu chegar no convés superior nos momentos finais da batalha – afirmou ter visto um grupo com aproximadamente vinte ou trinta pessoas perto da proa, e dentre eles havia um homem com um quepe branco. Normalmente em um navio alemão em alto mar, um quepe branco é apenas usado pelo oficial comandante. Além disso, Rudolf Römer, que no momento já estava na água, afirmou ter visto Lindemann na proa, perto da torre Anton. Ele disse que o capitão estava com seu mensageiro de combate, e aparentemente tentando convencer o marinho a se salvar. Nesse relato, o mensageiro segurou a mão de Lindemann e os dois foram em direção do mastro da bandeira. Quando chegaram, eles começaram uma saudação. Quando o Bismarck começou a emborcar, o mensageiro caiu na água. Lindemann, continuando sua saudação e segurando-se no mastro, afundou com o navio.
Em 28 de maio de 1941, Lindemann foi mencionado postumamente na Wehrmachtbericht, um boletim de informações emitido pela Wehrmacht. Era uma enorme honra ser destacado individualmente na Wehrmachtbericht, e ele entrou na seção de Ordens e Condecorações do Livro de Registro de Serviço das Forças Armadas.

### Cruz de Cavaleiro da Cruz de Ferro
Todos os camaradas de Lindemann da Tripulação de 1913 contataram sua jovem viúva, Hildegard Burchard. O antigo líder da Tripulação de 1913, Capitão Klüber, contatou a Sra. Lindemann no outono de 1941 e lhe ofereceu um título de membro honorário. Pouco depois do Natal, em 27 de dezembro de 1941, exatamente sete meses após o naufrágio do Bismarck, o Capitão Ernst Lindemann recebeu postumamente a Cruz de Cavaleiro da Cruz de Ferro. Ele recebeu essa grande honraria porque a Oberkommando der Marine achou que sua liderança em batalha contribuiu significantemente para a destruição do Hood e para o dano infligido ao Prince of Wales. Lindemann foi o 94º membro da Kriegsmarine a receber a Cruz de Cavaleiro da Cruz de Ferro.
O primeiro oficial da artilharia de Lindemann – Capitão de Corveta Adalbert Schneider – havia recebido a Cruz de Cavaleiro da Cruz de Ferro em 27 de maio de 1941, no mesmo dia do naufrágio do Bismarck. Tradicionalmente, o oficial comandante teria recebido o prêmio antes de qualquer outro tripulante. Essa exceção foi muito criticada dentro da Wehrmacht. Acredita-se que o primo de Lindemann, o ex-General der Kavallerie (General da Cavalaria) Georg Lindemann, interveio. O Grande Almirante Erich Raeder, amigo de Lindemann desde a Reichsmarine, presenteou a Cruz de Cavaleiro da Cruz de Ferro a Sra. Lindemann no dia 6 de janeiro de 1942, em Dahlem. Raeder também deu apoio moral e emocional a mãe de Lindemann e sua viúva.

## Vida pessoal
Lindemann conheceu Charlotte Weil, uma cantora de Berlim, na primavera de 1920. Os dois se casaram no dia 1 de fevereiro de 1921, e tiveram uma filha, Helga Maria, nascida em 26 de fevereiro de 1924. O trabalho de Lindemann como oficial da marinha o forçava a ficar longos períodos longe da família. Isso foi demais para o casamento, e eles divorciaram-se em 1932. Lindemann ficou noivo novamente em 20 de julho de 1933, desta vez com Hildegard Burchard, quatorze anos mais jovem e cunhada de seu irmão mais novo. Eles casaram-se na Igreja de St. Annen no dia 27 de outubro de 1934. A cerimônia foi realizada por Martin Niemöller, fundador da Igreja Confessante, e que mais tarde foi preso como antinazista. Eles tiveram uma filha, Heidi Maria, nascida em 6 de julho de 1939.

## Prêmios e honrarias
- Cruz de Ferro (1914)
  - 2ª Classe
  - 1ª Classe (27 de setembro de 1927)[14]
- Estrela de Galípoli[14]
- Cruz de Honra (6 de dezembro de 1934)[14]
- Prêmio de Serviço, 2ª a 4ª Classe (2 de outubro de 1936)[14]
- Prêmio de Serviço, 1ª Classe (16 de março de 1938)[14]
- Cruz do Mérito Naval (Espanha), 3ª Classe (6 de junho de 1939)[14]
- Cruz do Mérito Naval com Distintivo Branco (Espanha) (21 de agosto de 1939)[14]
- Cruz do Mérito Naval com Distintivo Amarelo (Espanha), 3ª Classe (21 de agosto de 1939)[14]
- Ordem Real da Espada (Suécia) (11 de janeiro de 1941)[74]
- Cruz do Mérito de Guerra, 2ª Classe com Espadas (20 de janeiro de 1941)[74]
- Fecho para a Cruz de Ferro (1939)
  - 2ª e 1ª Classe (maio de 1941)[74]
- Mencionado na Wehrmachtbericht (28 de maio de 1941, postumamente)
- Cruz de Cavaleiro da Cruz de Ferro (27 de dezembro de 1941, postumamente)[75][76][77]
- Emblema de Guerra da Frota (1 de abril de 1942, postumamente)[74]

### Referência na Wehrmachtbericht
| Data                             | Original em alemão | Tradução |
| -------------------------------- | --- | --- |
| Quarta-feira, 28 de maio de 1941 | "Wie schon gestern bekanntgegeben, wurde das Schlachtschiff "Bismarck" nach seinem siegreichen Gefecht bei Island am 26. Mai abends durch den Torpedotreffer eines feindlichen Flugzeuges manövrierunfähig. Getreu dem letzten Funkspruch des Flottenchefs Admiral Lütjens ist das Schlachtschiff mit seinem Kommandanten Kapitän zur See Lindemann und seiner tapferen Besatzung am 27. Mai vormittags der vielfachen feindlichen Übermacht erlegen und mit wehender Flagge gesunken." | "Como relatado ontem, o navio de guerra Bismarck, após sua vitoriosa batalha perto da Islândia, foi atingido por um torpedo de uma embarcação inimiga em 26 de maio e ficou sem controle. Fiel à última mensagem de rádio do Chefe de Frota Almirante Lütjens, o navio foi derrotado por forças inimigas esmagadoras em 27 de maio antes do meio-dia, afundando com a bandeira tremulando junto com seu comandante Capitão Lindemann e sua valente tripulação." |

### Bateria Lindemann

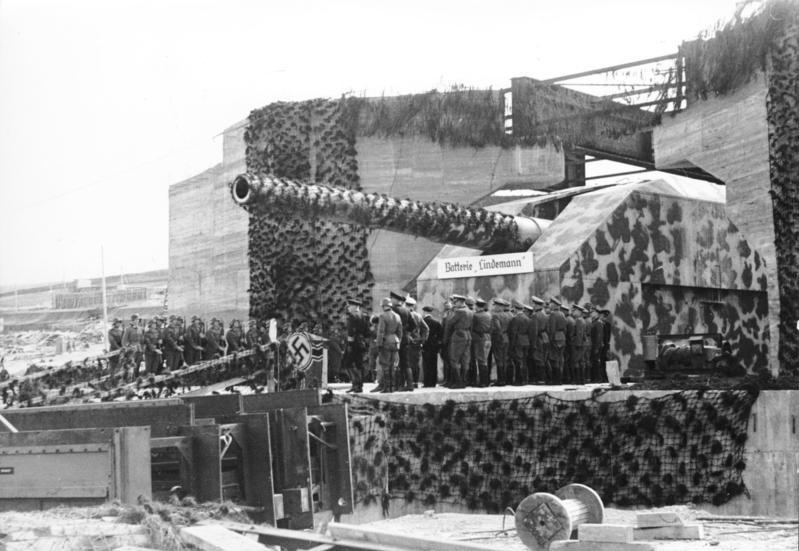
A Bateria Lindemann em 1942.

Para homenagear o falecido Capitão Ernst Lindemann, a bateria naval em Sangatte, entre Calais e Bolonha-sobre-o-Mar, foi batizada de Batterie Lindemann (Bateria Lindemann) em 19 de setembro de 1942 pelo almirante no comando da Costa do Canal, Friedrich Frisius. A bateria era formada de três canhões SK C/34 de 406 mm, originalmente construídos para os navios da Classe H, instalados em casamatas. Antes disso, os canhões eram chamados de "Batterie Schleswig-Holstein" ou "Batterie Groß-Deutschland" e estavam instalados na Península de Hel, Polônia. A bateria foi destruída por forças canadenses em 26 de setembro de 1944. Hoje, a estrutura está parcialmente coberta por materiais escavados do Eurotúnel, com apenas o bunker de comando e alguns pequenos pontos ainda visíveis.

## Cultura popular
Lindemann foi interpretado pelo ator austríaco Carl Möhner no filme britânico de 1960 Sink the Bismarck!. O filme foi baseado no romance Last Nine Days of the Bismarck, escrito por C. S. Forester.